# Życie przed sobą (film)
Życie przed sobą (fr. La vie devant soi)– francuski film z 1977 roku w reżyserii Moszego Mizrachi. Film jest adaptacją powieści Romaina Gary pod tym samym tytułem.

## Obsada
- Simone Signoret – Madame Rosa
- Michal Bat-Adam – Nadine
- Samy Ben-Youb – Momo
- Gabriel Jabbour – M. Hamil
- Geneviève Fontanel – Maryse
- Bernard Lajarrige – Louis Charmette
- Mohamed Zinet – Kadir Youssef
- Elio Bencoil – Moïse
- Stella Annicette – Madame Lola
- Abder El Kebir – Mimoun
- Ibrahim Seck – N'Da Ameder
- Math Samba – Walloumba
- Claude Dauphin – Docteur Katz
- Théo Légitimus – M. Boro
- Nadia Samir
- Elisabeth Margoni
- Renata Flores – Renata
- Jacqueline Rouillard
- Ghazy Younès
- Fabien Belhassen
- Jacky Belhassen
- Costa-Gavras – Ramon